# Major League Baseball 1963
L'All-Star Game si disputò il 9 luglio al Municipal Stadium di Cleveland, Ohio e vide la vittoria della selezione della National League per 5-3.
Le World Series 1963 si disputarono dal 2 al 6 ottobre e furono vinte dai Los Angeles Dodgers per 4 partite a 0 sui New York Yankees. Questo fu il terzo titolo della storia dei Dodgers.

## Stagione regolare

### American League
| #  | Squadra               | Vittorie | Sconfitte | Perc. | Diff. |
| -- | --------------------- | -------- | --------- | ----- | ----- |
| 1  | New York Yankees      | 104      | 57        | .646  | -     |
| 2  | Chicago White Sox     | 94       | 68        | .580  | 10.5  |
| 3  | Minnesota Twins       | 91       | 70        | .565  | 13.0  |
| 4  | Baltimore Orioles     | 86       | 76        | .531  | 18.5  |
| 5  | Cleveland Indians     | 79       | 83        | .488  | 25.5  |
| 5  | Detroit Tigers        | 79       | 83        | .488  | 25.5  |
| 7  | Boston Red Sox        | 76       | 85        | .472  | 28.0  |
| 8  | Kansas City Athletics | 73       | 89        | .451  | 31.5  |
| 9  | Los Angeles Angels    | 70       | 91        | .435  | 34.0  |
| 10 | Washington Senators   | 56       | 106       | .346  | 48.5  |

### National League
| #  | Squadra               | Vittorie | Sconfitte | Perc. | Diff. |
| -- | --------------------- | -------- | --------- | ----- | ----- |
| 1  | Los Angeles Dodgers   | 99       | 63        | .611  | -     |
| 2  | St. Louis Cardinals   | 93       | 69        | .574  | 6.0   |
| 3  | San Francisco Giants  | 88       | 74        | .543  | 11.0  |
| 4  | Philadelphia Phillies | 87       | 75        | .537  | 12.0  |
| 5  | Cincinnati Reds       | 86       | 76        | .531  | 13.0  |
| 6  | Milwaukee Braves      | 84       | 78        | .519  | 15.0  |
| 7  | Chicago Cubs          | 82       | 80        | .506  | 17.0  |
| 8  | Pittsburgh Pirates    | 74       | 88        | .457  | 25.0  |
| 9  | Houston Colt .45's    | 66       | 96        | .407  | 33.0  |
| 10 | New York Mets         | 51       | 111       | .315  | 48.0  |

### Record Individuali

#### American League
| Stat. | Giocatore        | Squadra           | Totale |
| ----- | ---------------- | ----------------- | ------ |
| AVG   | Carl Yastrzemski | Boston Red Sox    | .321   |
| HR    | Harmon Killebrew | Minnesota Twins   | 45     |
| RBI   | Dick Stuart      | Boston Red Sox    | 118    |
| R     | Bob Allison      | Minnesota Twins   | 99     |
| H     | Carl Yastrzemski | Boston Red Sox    | 183    |
| SB    | Luis Aparicio    | Baltimore Orioles | 40     |

| Stat. | Giocatore      | Squadra               | Totale |
| ----- | -------------- | --------------------- | ------ |
| W     | Whitey Ford    | New York Yankees      | 24     |
| L     | Orlando Pena   | Kansas City Athletics | 20     |
| ERA   | Gary Peters    | Chicago White Sox     | 2.33   |
| K     | Camilo Pascual | Minnesota Twins       | 202    |
| IP    | Whitey Ford    | New York Yankees      | 269⅓   |
| SV    | Stu Miller     | Baltimore Orioles     | 27     |

#### National League
| Stat. | Giocatore                 | Squadra                               | Totale |
| ----- | ------------------------- | ------------------------------------- | ------ |
| AVG   | Tommy Davis               | Los Angeles Dodgers                   | .326   |
| HR    | Hank Aaron Willie McCovey | Milwaukee Braves San Francisco Giants | 44     |
| RBI   | Hank Aaron                | Milwaukee Braves                      | 130    |
| R     | Hank Aaron                | Milwaukee Braves                      | 121    |
| H     | Vada Pinson               | Cincinnati Reds                       | 204    |
| SB    | Maury Willis              | Los Angeles Dodgers                   | 40     |

| Stat. | Giocatore                  | Squadra                                  | Totale |
| ----- | -------------------------- | ---------------------------------------- | ------ |
| W     | Sandy Koufax Juan Marichal | Los Angeles Dodgers San Francisco Giants | 25     |
| L     | Roger Craig                | New York Mets                            | 22     |
| ERA   | Sandy Koufax               | Los Angeles Dodgers                      | 1.88   |
| K     | Sandy Koufax               | Los Angeles Dodgers                      | 306    |
| IP    | Juan Marichal              | San Francisco Giants                     | 321⅓   |
| SV    | Lindy McDaniel             | Chicago Cubs                             | 22     |

- Sandy Koufax vincitore della Tripla Corona dei lanciatori.

## Playoff

### World Series
| Data                                     | Squadra di casa     | Squadra ospite      | Ris.  |
| ---------------------------------------- | ------------------- | ------------------- | ----- |
| 02/10                                    | New York Yankees    | Los Angeles Dodgers | 2 - 5 |
| 03/10                                    | New York Yankees    | Los Angeles Dodgers | 1 - 4 |
| 05/10                                    | Los Angeles Dodgers | New York Yankees    | 1 - 0 |
| 06/10                                    | Los Angeles Dodgers | New York Yankees    | 2 - 1 |
| Los Angeles Dodgers vincono la serie 4-0 |                     |                     |       |

## Premi
- Miglior giocatore della Stagione

|    | Giocatore     | Squadra             |
| -- | ------------- | ------------------- |
| AL | Elston Howard | New York Yankees    |
| NL | Sandy Koufax  | Los Angeles Dodgers |

- Rookie dell'anno

|    | Giocatore   | Squadra           |
| -- | ----------- | ----------------- |
| AL | Gary Peters | Chicago White Sox |
| NL | Pete Rose   | Cincinnati Reds   |

- Miglior giocatore delle World Series

| Giocatore    | Squadra             |
| ------------ | ------------------- |
| Sandy Koufax | Los Angeles Dodgers |